# GPR124
G protein spregnuti receptor 124 je protein koji je kod ljudi kodiran GPR124 genom.

## Interakcije
formira interakcije sa interact sa DLG1.

## Literatura
- Nakajima D; Okazaki N; Yamakawa H;  . (2003). „Construction of expression-ready cDNA clones for KIAA genes: manual curation of 330 KIAA cDNA clones.”. DNA Res. 9 (3): 99—106. PMID 12168954. doi:10.1093/dnares/9.3.99.
- Nagase T; Kikuno R; Ishikawa K;  . (2000). „Prediction of the coding sequences of unidentified human genes. XVII. The complete sequences of 100 new cDNA clones from brain which code for large proteins in vitro.”. DNA Res. 7 (2): 143—50. PMID 10819331. doi:10.1093/dnares/7.2.143.
- Strausberg RL; Feingold EA; Grouse LH;  . (2003). „Generation and initial analysis of more than 15,000 full-length human and mouse cDNA sequences.”. Proc. Natl. Acad. Sci. U.S.A. 99 (26): 16899—903. PMC 139241 . PMID 12477932. doi:10.1073/pnas.242603899.
- Ota T; Suzuki Y; Nishikawa T;  . (2004). „Complete sequencing and characterization of 21,243 full-length human cDNAs.”. Nat. Genet. 36 (1): 40—5. PMID 14702039. doi:10.1038/ng1285.
- Yamamoto Y; Irie K; Asada M;  . (2004). „Direct binding of the human homologue of the Drosophila disc large tumor suppressor gene to seven-pass transmembrane proteins, tumor endothelial marker 5 (TEM5), and a novel TEM5-like protein.”. Oncogene. 23 (22): 3889—97. PMID 15021905. doi:10.1038/sj.onc.1207495.
- Bjarnadóttir TK; Fredriksson R; Höglund PJ;  . (2005). „The human and mouse repertoire of the adhesion family of G-protein-coupled receptors.”. Genomics. 84 (1): 23—33. PMID 15203201. doi:10.1016/j.ygeno.2003.12.004.
- Vallon M, Essler M (2006). „Proteolytically processed soluble tumor endothelial marker (TEM) 5 mediates endothelial cell survival during angiogenesis by linking integrin alpha(v)beta3 to glycosaminoglycans.”. J. Biol. Chem. 281 (45): 34179—88. PMID 16982628. doi:10.1074/jbc.M605291200.